# Patiuty
Patiuty (ukr. Патюти) – wieś na Ukrainie, w obwodzie czernihowskim, w rejonie czernihowskim, w hromadzie Kozełeć. W 2001 liczyła 657 mieszkańców.